# Price Daniel
Marion Price Daniel, född 10 oktober 1910 i Dayton, Texas, död 25 augusti 1988 i Liberty, Texas, var en amerikansk demokratisk senator för Texas i USA:s senat 1953 till 1957 och Texas guvernör från 1957 till 1963.

## Biografi
Price Daniel studerade vid Baylor University och arbetade sedan som advokat i Liberty County, Texas. Han var ledamot av Texas representanthus 1939–1945, varav de två sista åren som dess talman. Han tjänstgjorde sedan i USA:s armé och återvände 1946 till Texas och vann valet till delstatens justitieminister (Texas Attorney General). Han var en konservativ demokrat och stödde Republikanska partiets presidentkandidat Dwight D. Eisenhower i presidentvalet 1952. Han var ledamot av USA:s senat 1953–1957. Han var motståndare till rasintegrerad skolundervisning. Han undertecknade 1956 års Southern Manifesto, ett upprop till rassegregation som undertecknades av 96 politiker från Sydstaterna.
Daniel var sedan Texas guvernör 1957–1963. Han var först populär men förlorade i demokraternas primärval 1962 mot John Connally som sedan efterträdde honom som guvernör. Daniel var domare i delstaten Texas högsta domstol 1971–1978.
Daniels fru Jean Houston Daniel var en ättling i rakt nedstigande led till Sam Houston. Sonen Marion Price Daniel, Jr. tjänstgjorde en mandatperiod som talman av delstatens representanthus i Texas, en position som även fadern hade innehaft. Price, Jr. sköts ihjäl 1981. Sonens andra hustru åtalades för mord på sin man men frikändes efter en rättegång.